# Sam Ssimbwa
Sam Ssimbwa (ur. 1967) – ugandyjski piłkarz, grający na pozycji pomocnika, trener piłkarski.

## Kariera piłkarska

### Kariera klubowa
Rozpoczął karierę piłkarską w wieku 19 lat w KK Cosmos. W następnym roku przeszedł do KCC FC, w którym występował do 1995 roku. Przez kontuzję kolana był zmuszony przerwać karierę piłkarską. W 1995 roku wyjechał do Cypru na operację, ale nie udało się odzyskać formę po powrocie. Potem już będąc trenerem klubu Mbale Heroes FC jeszcze wychodził na boisko w latach 1999–2000.

### Kariera reprezentacyjna
W latach 1989–1993 bronił barw narodowej reprezentacji Ugandy.

## Kariera trenerska
W 1996 roku wyjechał na kursy trenerskie do Niemiec. Od 1998 prowadził kluby Health FC, Mbale Heroes FC, Masaka LC FC, Military Police FC, KCC FC (dwukrotnie w 2002 i 2009), Top TV FC, Atraco FC z Rwandy, Express FC, Simba SC i Sofapaka FC z Kenii. Potem trenował SC Victoria University. Od listopada do grudnia 2012 pracował na stanowisku głównego trenera narodowej reprezentacji Somalii. Potem trenował ponownie Express FC i rwandyski Police FC. 1 października 2014 stał na czele Villa SC.

## Sukcesy i odznaczenia

### Sukcesy klubowe
- mistrz Ugandy: 1991
- zdobywca Pucharu Ugandy: 1987, 1993

### Sukcesy reprezentacyjne
- zdobywca CECAFA Cup: 1989, 1990, 1992

### Sukcesy trenerskie
- zdobywca Pucharu Ugandy: 1999 (z Mbale Heroes), 2007 (z Express FC)